# 忠孝夜市 (台中市)

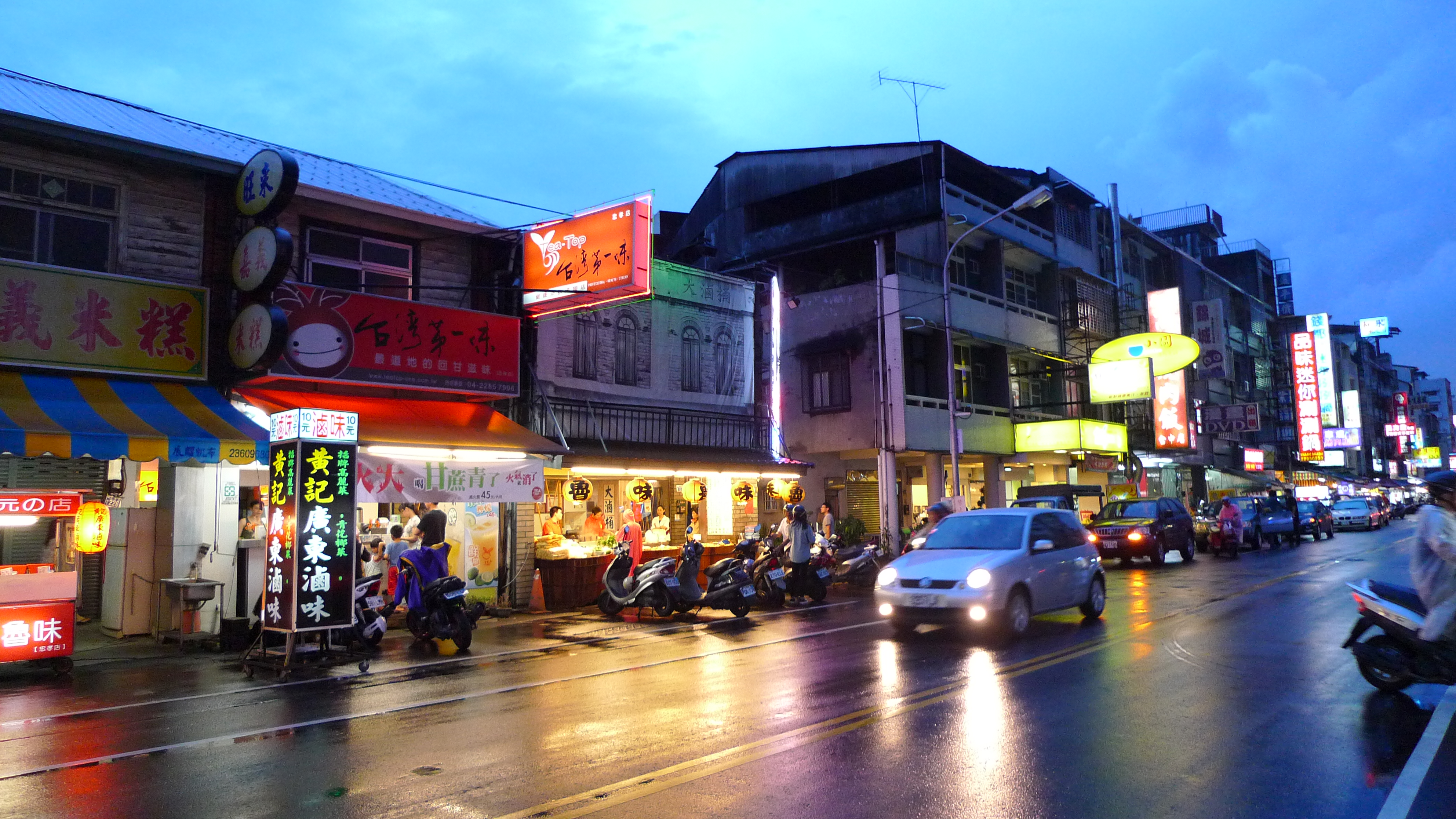
忠孝夜市在2013年的景觀。

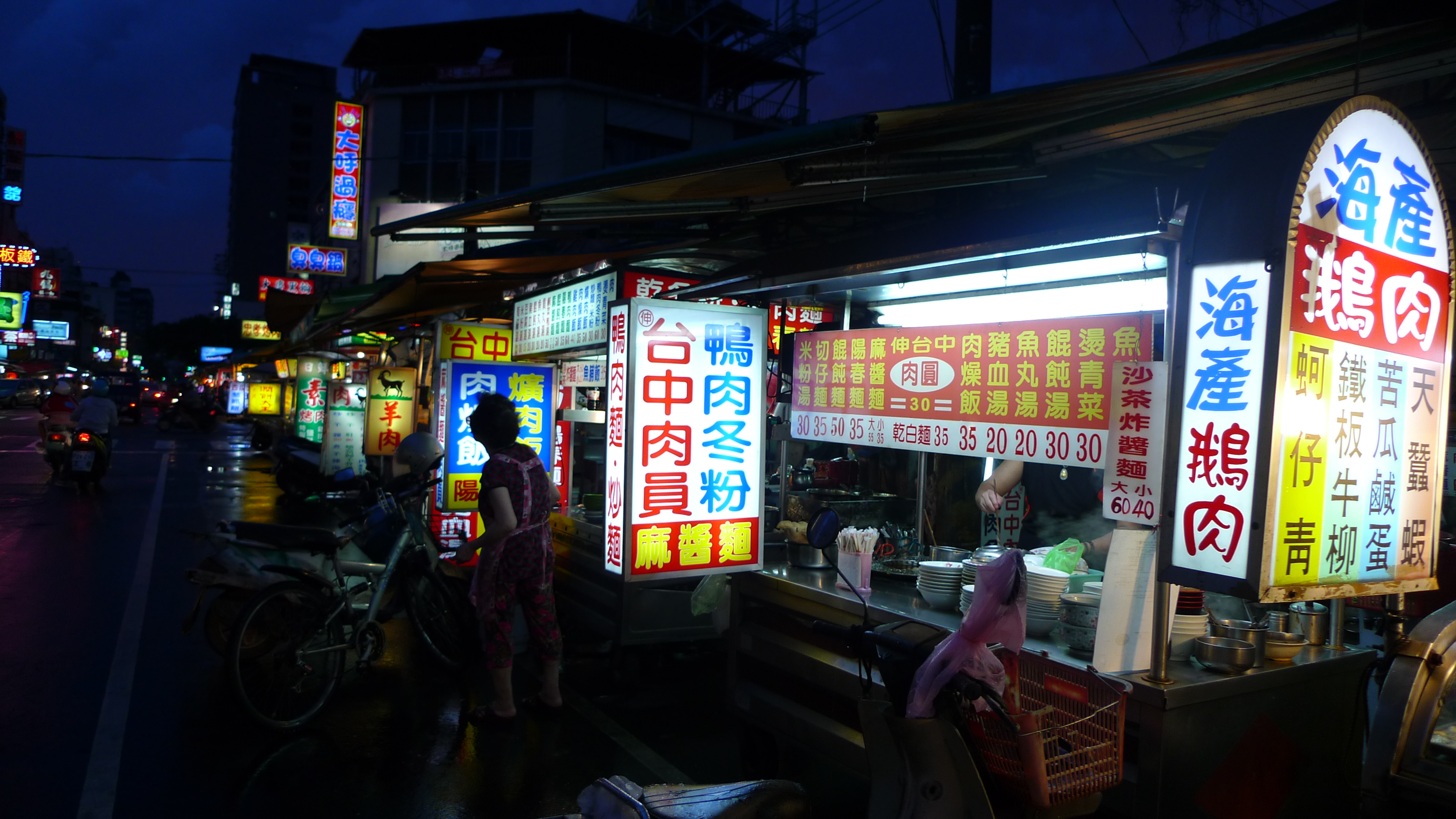
忠孝夜市在2013年的景觀。

忠孝夜市位於台灣台中市南區忠孝路的常態型街道夜市，源起於日治時期，主要範圍由台中路至國光路之間的忠孝路，中間橫貫有民意街、正氣街、合作街、正義街及濟世街。台灣知名的麻辣火鍋鼎王餐飲集團就由此夜市發跡。
不同於一中街夜市、逢甲夜市、東海別墅夜市等地的混合商圈，忠孝夜市是一處專以美食聞名的商圈，商圈內以小吃攤及餐廳為眾。鄰近臺中市第三市場，因此市場打烊的時刻，就是忠孝夜市開始營業的時間，大部分商家下午4點才開始營業。
著名小吃有筒仔米糕、鹽酥雞、忠孝烤肉、忠孝豆花、牛排、麵線糊、臭豆腐、蛋包飯、排骨飯、甘蔗汁等。

## 交通
市公車
- 7、9、12、18、19、35、20、33、35、41、50、52、58、59、65、73、107、108、131、132、158、201、901、284、285、9016511、6873

自行開車
中山高往台中方向，臺灣大道到建國路右轉，台中路左轉，忠孝路右轉
週邊主要道路
- 台中路
- 建成路
- 國光路
- 復興路

## 周遭
- 總太國賓影城
- 台中文化創意產業園區（舊台中酒廠）
- 台鐵臺中車站
- 舊臺中車站後站
- 台鐵20號倉庫(鐵道藝術)
- 國立中興大學
- 臺中市第三公有市場（民意街）
- 新時代購物中心
- 國立臺中家商
- 國立興大附農
- 東峰國中
- 臺中國小
- 國光國小
- 台中市城隍廟